# Roßstadt

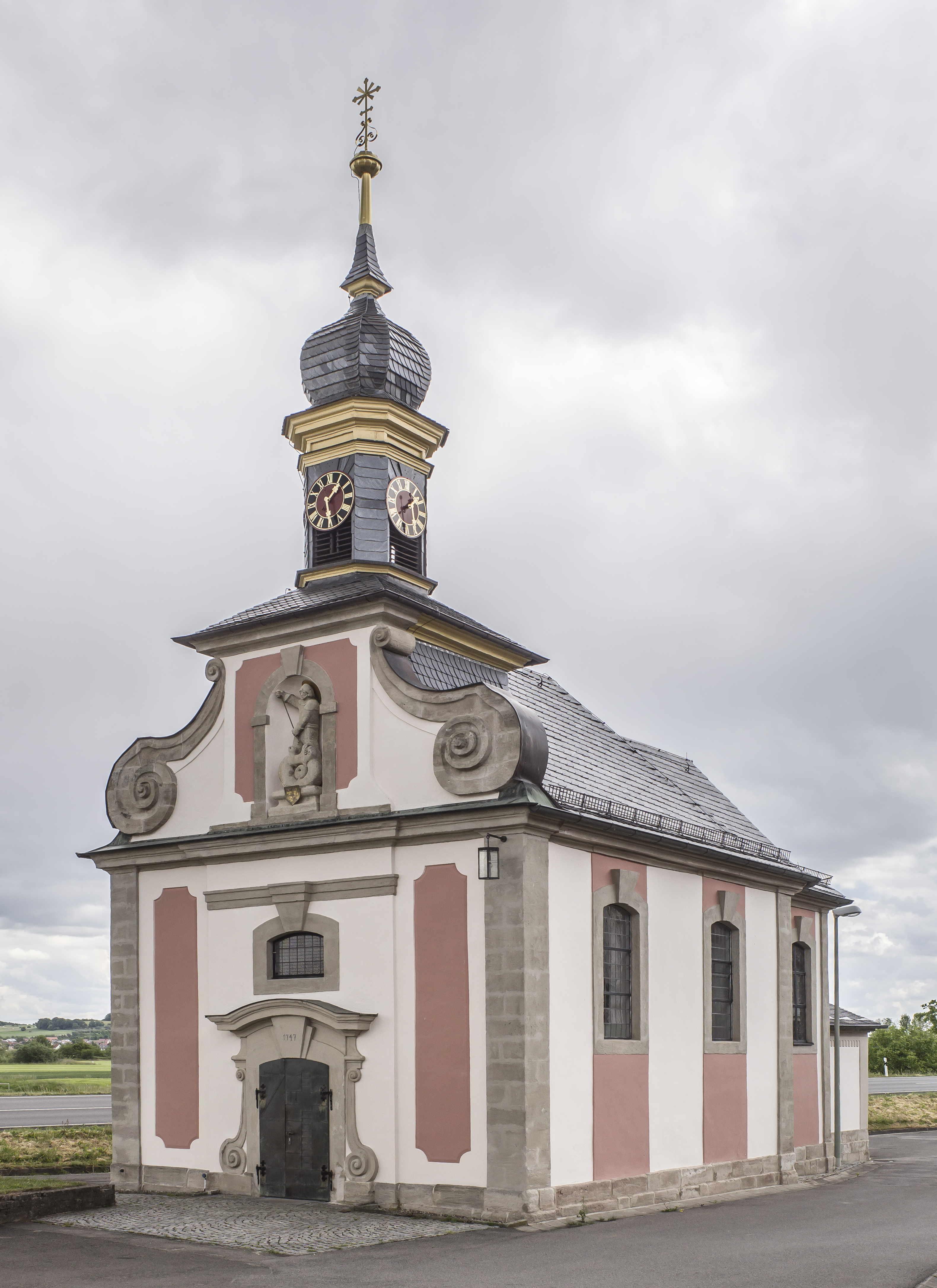
Saalkirche

Roßstadt ist ein Gemeindeteil der Stadt Eltmann im unterfränkischen Landkreis Haßberge in Bayern.

## Geografie
Das Kirchdorf liegt direkt am Main am Nordtor des Steigerwaldes an der Bundesstraße 26. Die Stadt Eltmann ist circa 5,5 Kilometer entfernt. Nach Bamberg sind es etwa 13 Kilometer. Die Nachbarorte Dippach und Trunstadt sind etwa zwei Kilometer entfernt. Auf der gegenüberliegenden Mainseite liegt in Sichtweite der Ort Stettfeld.
Zwischen Roßstadt und dem Nachbarort Dippach am Main befindet sich mit rund 200 Brutpaaren die größte Graureiherkolonie Süddeutschlands.

## Geschichte
Die erste Besiedelung des Ortes erfolgte bereits vor dem Jahre 531 durch den Stamm der Thüringer. Von der thüringischen Herkunft zeugt auch der Name Roßstadt. Vom typisch thüringischen Ro-stadt entwickelte sich der Name im Laufe der Zeit zu Rastatt, Rostatt und schließlich Roßstadt. Die ursprüngliche Bedeutung des Ortsnamens lässt sich wahrscheinlich auf die Wohnstätte des Radi zurückführen und nicht wie oft fälschlicherweise vermutet auf Roßstadt – Stätte der Rösser.
Die Ersterwähnung des Ortes war 1013. Im Jahr 1385 wurde Roßstadt den Herren von Fuchs in Eltmann zugesprochen und kam 1590 unter dem Würzburger Fürstbischof Julius Echter von Mespelbrunn an das Amt Wallburg in Eltmann.
Roßstadt war eine eigenständige Gemeinde, bis sie am 1. Mai 1978 im Zuge der Gebietsreform in Bayern in die Stadt Eltmann eingegliedert wurde.

## Baudenkmäler
In der Liste der Baudenkmäler in Eltmann sind für Roßstadt vier Baudenkmäler aufgeführt.

## Religion
Roßstadt ist stark vom römisch-katholischen Einfluss geprägt. Davon zeugt vor allem die kleine Kirche St. Georg, die den Ortskern ziert. Die Kirche wurde im Jahre 1747 vom Baumeister Johann Jakob Michael Küchel errichtet. Roßstadt gehört nicht wie die Stadt Eltmann kirchlich zum Bistum Würzburg, sondern zur Pfarrgemeinde Trunstadt im Erzbistum Bamberg.

## Veranstaltungen
Jährlich am dritten Wochenende im Monat Oktober findet die Kirchweih statt.

## Vereine
- Spvgg Roßstadt e. V. (Fußballverein)
- CSU-Ortsverband Roßstadt
- Dorfgemeinschaft e. V. Roßstadt
- Feuerwehrverein Roßstadt
- Freiwillige Feuerwehr Roßstadt
- Obst- und Gartenbauverein Roßstadt